# جون هارفي (ممثل)
جون هارفي (بالإنجليزية: John Harvey) هو ممثل بريطاني (وحمل سابقاً جنسية المملكة المتحدة لبريطانيا العظمى وأيرلندا)، ولد في 27 سبتمبر 1911 بلندن في المملكة المتحدة، وتوفي في 19 يوليو 1982 في المملكة المتحدة.

## وصلات خارجية
- جون هارفي على موقع IMDb (الإنجليزية)
- جون هارفي على موقع قاعدة بيانات الفيلم (الإنجليزية)